# Eocæn
Eocæn ((græsk): ēōs for morgengry og kainos for ny; "tidlig ny") dækker tidsperioden fra 56 til 33,9 millioner år siden. Begyndelsen på Eocæn defineres kemostratigrafisk ved en global, negativ δ13C anomali (Carbon Isotope Excursion – CIE).
Igennem den eocæne epoke havde mesonychiderne deres storhedstid. Det var rovdyr tilhørende de parrettåede hovdyr, og den største, Andrewsarchus mongoliensis, var på størrelse med en nutidig tyr. Mesonychiderne var ifølge nogle palæontologer forfædre til hvalerne, og senere i Eocæn dukkede de store Basilosaurus-tandhvaler op. De ægte aber (Haplorrhini) splittedes op i spidsnæserne (Catarrhini – østaber) og fladnæserne (Platyrrhini – vestaber).
I Nordamerika dukkede de store ikke-flyvende terrorfugle som Diatryma op. De jagtede heste som Hyracotherium. De ældste flagermus er fundet i Nordamerika, men i Europa kom Paleochiropterix kort efter. Det tyder på, at flagermus opstod allerede i Paleocæn.
I begyndelsen af Eocæn åbnedes Nordatlanten ved, at Norges og Grønlands suturlinjer sprang op. Der opstod sprækkevulkaner i en konstruktiv pladegrænse, og Norge og Grønland har lige siden fjernet sig fra hinanden med ca. 1,7 cm/år. Det nordlige Jylland blev ramt af vulkanske askeskyer, og da det var et havområde, dannedes moleret. I moleret er der fint bevarede eksemplarer af fisk, blade, insekter, fugle og en enkelt læderskildpadde.
Da Eocæn sluttede, og Oligocæn begyndte, faldt atmosfærens CO2indhold drastisk, hvilket bl.a. forårsagede, at temperaturen faldt, og Antarktis' indlandsis dannedes.